# Reinhold Würth

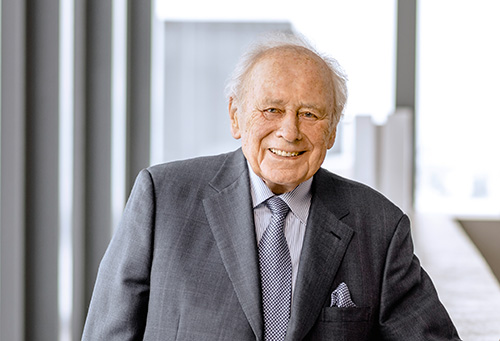
Reinhold Würth (2020)

Reinhold Würth (* 20. April 1935 in Öhringen) ist ein deutsch-österreichischer Unternehmer, Milliardär und Kunstmäzen. Er baute ab 1954 das Schrauben-Handelsunternehmen Würth zum internationalen Marktführer in der Befestigungs- und Montagetechnik mit rund 88.000 Mitarbeitern auf. In den Medien wird er daher oft als Schraubenkönig bezeichnet.
Würth war von 1999 bis 2003 Ehrenprofessor am Interfakultativen Institut für Entrepreneurship an der Universität Karlsruhe (TH) und ist mit mehreren Ehrendoktorwürden ausgezeichnet worden.

## Leben

### Jugend
Reinhold Würth ist der Sohn von Alma Würth und Adolf Würth, die im Juli 1945 eine Schraubengroßhandlung für das Schreiner- und Metallhandwerk im hohenlohischen Künzelsau gründeten. Er erhielt Unterricht in Violine. Als Reinhold Würth 14 Jahre alt war, meldete ihn sein Vater von der Oberrealschule ab und stellte ihn 1949 als Lehrling und zweiten Mitarbeiter in seinem Großhandelsbetrieb für Schrauben in Künzelsau ein.

### Berufsleben
Als sein Vater 1954 starb, war Reinhold Würth 19 Jahre alt. Nach seiner Volljährigkeit (mit damals 21 Jahren) übernahm er zwei Jahre später, also 1956, die Geschäftsführung. In den folgenden Jahrzehnten gelang es Würth, aus dem regionalen Handelsunternehmen ein weltweit agierendes Unternehmen zu machen. Seine Kunden stammen bis heute aus dem gewerblichen und industriellen Bereich. Allmählich ging Würth dazu über, auch Schraubenproduzenten aufzukaufen. Da der inländische Markt für Befestigungstechnik immer sehr fragmentiert und konjunkturanfällig war, erweiterte Würth seinen Handel auf das Ausland. 1962 erfolgte die Gründung der ersten ausländischen Verkaufsgesellschaft in den Niederlanden.
Im Jahr 2020 ist die Würth-Gruppe mit über 400 Gesellschaften in über 80 Ländern tätig. Sie erzielte im Geschäftsjahr 2020 einen Umsatz von 14,4 Mrd. Euro. 1994 zog sich Reinhold Würth aus der operativen Geschäftsführung der Würth-Gruppe zurück und übernahm bis 2006 den Vorsitz des Unternehmensbeirats. Von 1999 bis 2003 war er Institutsleiter am neu gegründeten Institut für Entrepreneurship an der Universität Karlsruhe. Reinhold Würth gründete 1987 für einen dauerhaften Bestand des Unternehmens vier Familienstiftungen (benannt nach seiner Frau Carmen Würth und den drei Kindern), auf die er seine Anteile am operativen Geschäft übertrug. Reinhold Würth war bis 31. Dezember 2024 Vorsitzender des Stiftungsaufsichtsrats als oberstem Gremium der Würth-Gruppe. Anschließend übernahm sein Enkel Benjamin Würth diese Position. Gemeinsam mit seiner Ehefrau Carmen Würth gründete er zudem 1987 die gemeinnützige Stiftung Würth.
Reinhold Würth führt den Titel Prof. Dr. h. c. mult. als nicht-akademischen Ehrentitel.

### Steuerhinterziehung
Ende März 2008 wurden Vorwürfe laut, Reinhold Würth habe sich der Steuerhinterziehung schuldig gemacht. Das Nachrichtenmagazin Der Spiegel veröffentlichte aus ihm zugespielten Dokumenten, dass die Staatsanwaltschaft Stuttgart gegen Würth und fünf weitere Personen aus dem Umfeld des Konzerns bereits seit Herbst 2006 ermittelt hatte. Das Amtsgericht Heilbronn verhängte gegen Würth einen Strafbefehl in Höhe von 700 Tagessätzen. Die konkrete Höhe der Geldstrafe wurde nicht öffentlich, konnte aber laut Spiegel bis zu 3,5 Millionen Euro reichen. Bei der Bemessung der Geldstrafen habe man berücksichtigt, dass der Steuerschaden von Reinhold Würth ausgeglichen wurde, teilte die Stuttgarter Staatsanwaltschaft mit. 2012 wurde dies fristgemäß aus dem Bundeszentralregister gelöscht. Gegen zwei andere Verantwortliche der Würth-Gruppe wurden ebenfalls Geldstrafen festgesetzt.
Nach Feststellung der Staatsanwaltschaft hätten alle Beschuldigten „keine eigenen Vorteile“ erlangt. Strittig seien vielmehr die Kostenverrechnungen zwischen inländischen und ausländischen Konzernteilen gewesen. Die steuerrechtliche Legalität der steuermindernden Verrechnung über die deutsche Muttergesellschaft war der Kern der Auseinandersetzung zwischen Würth und der Steuerbehörde. Da die Klärung der Rechtmäßigkeit mehrere Jahre beansprucht hätte und damit eine Rufschädigung des Lebenswerkes von Würth zwangsläufig zu erwarten gewesen wäre, nahm er das kleinere Übel von Steuernachzahlung und  Geldstrafe in Kauf. In einem Interview mit der FAZ äußerte Würth: „Wenn ich noch jünger gewesen wäre, hätte ich mich vor Gericht gewehrt.“
Würth nahm nach dem Verfahren zusätzlich die österreichische Staatsbürgerschaft an und erwog, den Firmensitz der Würth-Gruppe in die Schweiz zu verlegen. Laut Handelsblatt ließ er aber wegen des Aufwands und auf Drängen seiner Frau davon ab.

### Vermögen
Reinhold Würth gehört zu den reichsten Menschen der Welt. Einer Forbes-Milliardärs-Liste zufolge liegt Reinhold Würth inklusive seiner Familie auf Platz 47 der weltweit reichsten Menschen. 2024 bezifferte Forbes Würths Vermögen auf 27,5 Milliarden US-Dollar und stufte ihn und seine Familie als drittreichste Deutsche ein. Laut Business Insider beläuft sich sein Vermögen im Jahr 2024 sogar auf rund 33,54 Milliarden Euro.

### Familie
Würth ist seit 1956 mit seiner Ehefrau Carmen Würth (geb. Linhardt * 1937) verheiratet und hat mit ihr drei erwachsene Kinder. Carmen und Reinhold Würth sind Mitglied der Neuapostolischen Kirche. Sie wohnen seit 1974 im Schloss Hermersberg bei Niedernhall; das 1540 errichtete Bauwerk ließ er, wie auch andere historische hohenlohische Gebäude, mit einem hohen Aufwand renovieren. Einen Zweitwohnsitz hat Würth in Salzburg. Reinhold Würth kaufte 2009 die Motoryacht Vibrant Curiosity, deren Wert auf 100 Millionen Dollar geschätzt wird. Über 40 Jahre lang flog Würth mit seinen Geschäftsflugzeugen; er hatte eine Lizenz als Berufspilot (ATPL), die er 2015 aus gesundheitlichen Gründen abgab.
Im Juni 2015 wurde der damals 50-jährige Sohn von Würth entführt, der infolge einer Impfung geistig behindert ist und daher in einem Wohnheim in Schlitz lebte. Er wurde unverletzt von den Geiselnehmern freigelassen. Am 14. März 2018 meldeten verschiedene Nachrichtenagenturen, dass der mutmaßliche Entführer gefasst wurde. Im Oktober 2018 wurde gegen einen Beschuldigten verhandelt. Am 27. November 2018 sprach das Landgericht Gießen den Angeklagten frei, da das Gericht es als nicht erwiesen ansah, dass es sich bei dem Angeklagten tatsächlich um den Entführer handelt.

### Einführung von Familienmitgliedern in das Unternehmen
Reinhold und Carmen Würths Tochter Bettina Würth wurde nach einer Ausbildung in der Firma ihres Vaters später Mitglied des Unternehmensbeirats der Würth-Gruppe und hatte von 2006 bis 2024 dessen Vorsitz inne.
Seit 1. Januar 2025 ist Enkel Benjamin Würth Vorsitzender des Stiftungsaufsichtsrates der Würth-Gruppe, die Position übernahm er von seinem Großvater. Benjamin Würths Bruder Sebastian Würth übernahm 2025 den Vorsitz des Beirats der Würth-Gruppe. Beide sind Söhne von Reinhold Würths Tochter Marion Würth.
Enkelin Maria Würth, Tochter von Bettina Würth, ist Kunsthistorikerin und leitet seit 2025 die Kunstaktivitäten des Unternehmens. Ihr Arbeitsschwerpunkt sind die Museen und die Sammlung Würth.

## Positionen
Reinhold Würth macht immer wieder seine politischen Positionen deutlich. 2019 gab er zu Protokoll, dass er lieber Friedrich Merz als CDU-Vorsitzenden gesehen hätte als Annegret Kramp-Karrenbauer, die er nicht für kompetent hielt. Bei der Europawahl 2019 habe er die Grünen gewählt.
Deutschland habe in der Umweltpolitik versagt. Er halte den Ausstieg aus der Atomkraft nach der Reaktorkatastrophe in Japan für falsch. „Wir sind ja hier auch nicht in Fukushima, wo es 100 Erdbeben am Tag gibt“, sagte Würth.
Würth warnte 2018 vor einem Rechtsruck, denn „viele kleinkarierte Menschen würden heute sehr gerne unser Grundgesetz ändern, nach dem wir verpflichtet sind, Menschen, die in Sorge um ihr Leben sind, bei uns aufzunehmen“. Er forderte, „dieses Recht bei[zu]behalten“. Die „Nähe großer Teile der AfD zu braunem Gedankengut [… erinnere ihn] fatal an die Weimarer Zeit“. 
Würth bekräftigte seine Position im März 2024 abermals, als er 25.000 Mitarbeiter der Würth-Gruppe in einen Schreiben davor warnte, bei kommenden Wahlen aus Unmut über die Ampelregierung die AfD zu wählen.
Nach der Europawahl in Deutschland am 9. Juni 2024 sagte Würth, sollte dieser Trend anhalten, müsse man vorsichtig sein, wo und wie man investiere. Man werde in Ruhe analysieren, ob man das Geld nicht künftig eher in anderen Ländern einsetze.
Im September 2024 gab Würth an, dass seine Äußerungen zur AfD zu einem Gesamtumsatzrückgang von rund 1,5 Millionen Euro geführt hätten, der hauptsächlich durch Kunden in Ostdeutschland verursacht wurde. Angesichts eines Gesamtumsatzes von mehr als 20 Milliarden Euro falle der Rückgang kaum ins Gewicht.

## Förderer von Kultur und Wissenschaft
Neben seiner unternehmerischen Tätigkeit ist Reinhold Würth als Förderer von Kunst und Kultur in Erscheinung getreten. 1991 gründete er in Künzelsau die weltweit erste Kombination eines Verwaltungsgebäudes mit einer Kunstgalerie. Würth ist von der Motivation seiner Mitarbeiter durch Kunst überzeugt. Bis 2021 gründete und unterhielt er fünfzehn Museen. Darunter befinden sich das Museum Würth und die Sammlung für Schrauben und Gewinde in Künzelsau sowie die Kunsthalle Würth in Schwäbisch Hall mit moderner Kunst.
Neben den jeweiligen Landeszentralen der Würth-Gruppe befinden sich heute Kunstmuseen in Dänemark, Österreich, Holland, Norwegen, Italien, Belgien, das Forum Würth Arlesheim in der Schweiz und das Museo Würth La Rioja in Spanien. Die Sammlung Würth, die in den Museen wechselnd gezeigt wird, gehört zu den bedeutendsten europäischen Privatsammlungen. Sie umfasste 2021 über 18.000 Gemälde, Zeichnungen und Skulpturen von namhaften Künstlern vom 15. Jahrhundert bis heute.
Das Musée Würth France Erstein entstand in Erstein bei Straßburg neben der französischen Filiale Würth France, die zu den wichtigsten ausländischen Verkaufsgesellschaften der Gruppe zählt. Das Museum umfasst etwa 3000 m² und wurde am 27. Januar 2008 mit Werken von Emil Nolde, Max Ernst, René Magritte, Georg Baselitz und Jörg Immendorff aus der Kunstsammlung Würth eröffnet.
Als 2003 die Gemäldesammlung der Fürstlich Fürstenbergischen Sammlungen aufgelöst und verkauft werden sollte, verhinderte Würth durch seinen Kauf eine Zerschlagung der Gemäldesammlung altdeutscher Maler wie Lucas Cranach der Ältere und der Meister von Meßkirch (Falkensteiner Altar). Seit 2008 werden diese Gemälde der Sammlung Würth in der Johanniterkirche in Schwäbisch Hall ausgestellt.
Aufsehen erregte 2011 sein Ankauf des bedeutenden Frührenaissance-Gemäldes „Darmstädter Madonna“ oder Schutzmantelmadonna von Hans Holbein dem Jüngeren für rund 50 Millionen Euro. Es gilt als der „absolute Glanzpunkt“ der Sammlung Würth  und wird seit Januar 2012 ebenfalls in der Johanniterkirche in Schwäbisch Hall ausgestellt. Würth zählt nach Angaben des Spiegels auch zu den Förderern der Neuapostolischen Kirche.

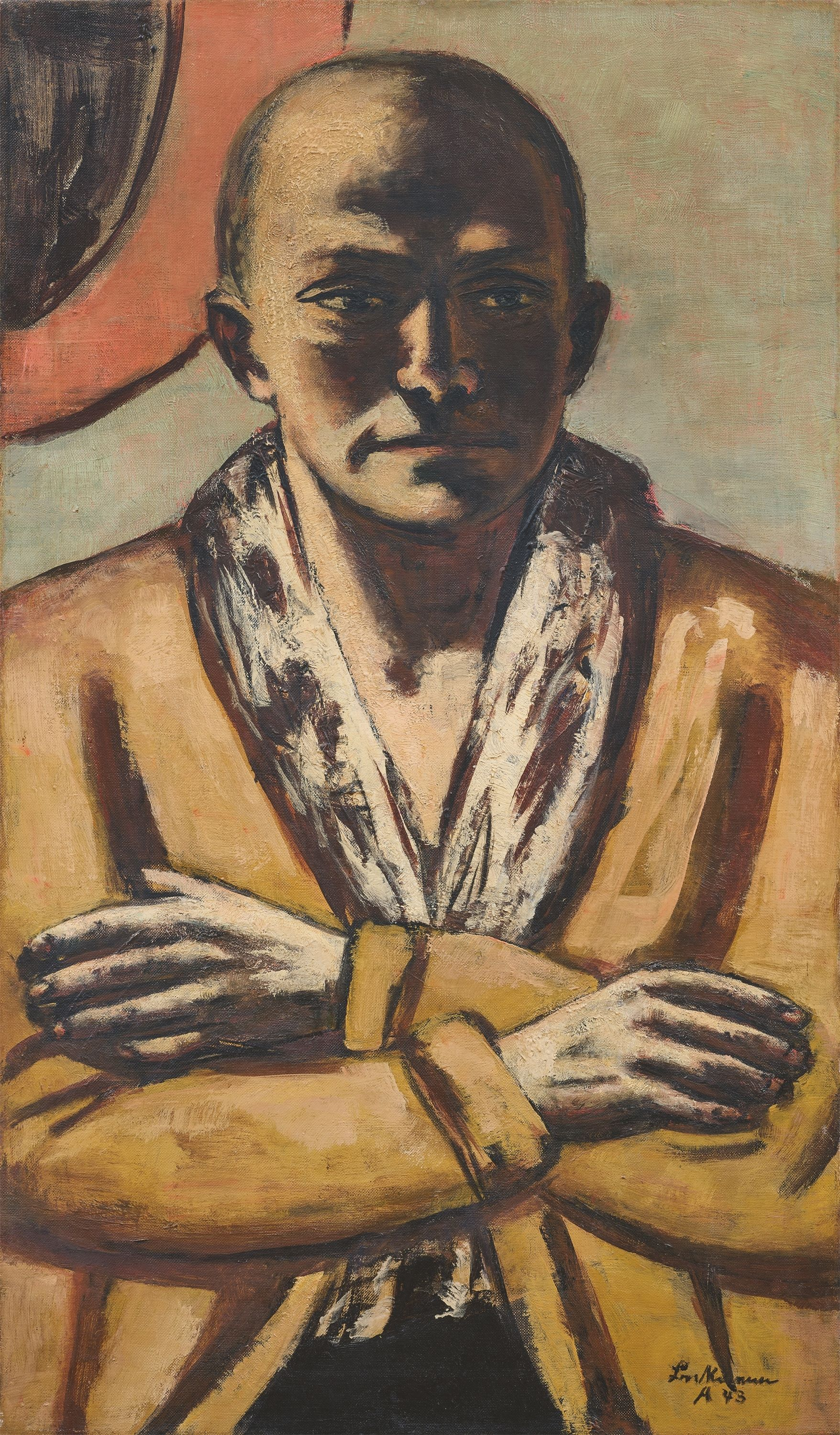
Max Beckmann: Selbstbildnis gelb-rosa (1943)

Am 1. Dezember 2022 wurde Max Beckmanns Selbstbildnis gelb-rosa (1943) in Berlin vom Auktionshaus Villa Grisebach für 20 Mio. Euro versteigert (23,2 Mio. Euro inkl. Nebenkosten, ursprünglicher Schätzwert: 20–30 Millionen Euro). Wenig später gab sich Reinhold Würth als Käufer zu erkennen. Das Selbstbildnis ist das teuerste je in Deutschland versteigerte Kunstwerk und löste Beckmanns 1942 geschaffenes Weiblicher Kopf in Blau und Grau (Die Ägypterin) ab, das am 31. Mai 2018 für 4,7 Mio. Euro versteigert worden war.
Würth war langjähriger finanzieller Unterstützer des Dirigenten Justus Frantz und dessen Orchesters, der Philharmonie der Nationen. Im Jahr 2017 beendete Würth diese Zusammenarbeit und gründete ein eigenes Orchester, die Würth Philharmoniker.
Mit seiner 1987 gegründeten Stiftung Würth unterstützt er die Kulturarbeit des Unternehmens, unter anderem durch die Vergabe angesehener Preise. Nach einer großzügigen Spende Würths wurde die Künzelsauer Außenstelle der Hochschule Heilbronn im April 2005 in Reinhold-Würth-Hochschule umbenannt.
Würth wird vorgeworfen, den überstürzten Abriss eines der ältesten Fachwerkgebäude am Marktplatz von Künzelsau im Februar 2009 veranlasst zu haben, um einen modernen Hotelkomplex zu errichten.

## Ehrungen

### Auszeichnungen
- 1985: Bundesverdienstkreuz am Bande
- 1987: Wirtschaftsmedaille des Landes Baden-Württemberg
- 1991: Ehrensenatorenwürde der Eberhard Karls Universität Tübingen
- 1994: Verdienstmedaille des Landes Baden-Württemberg
- 1996: Bundesverdienstkreuz 1. Klasse
- 1998: Montblanc de la Culture (für Engagement in der Förderung von Kunst und Kultur)
- 1999: Professor der Universität Karlsruhe (TH), Leitung des interfakultären Instituts für Entrepreneurship
- 1999: Ehrendoktor der Wirtschaftswissenschaftlichen Fakultät der Eberhard Karls Universität Tübingen
- 1999: Staufermedaille
- 2000: Chevalier dans l’Ordre des Arts et des Lettres
- 2001: Innovationspreis der SPD
- 2002: Reinhold-Maier-Medaille der Reinhold-Maier-Stiftung
- 2003: Ehrenbürger der Stadt Künzelsau
- 2004: Ritter der Ehrenlegion
- 2004: Aufnahme in die Business Hall of Fame (Initiative von Manager Magazin und dem Haus der Geschichte der Bundesrepublik Deutschland, Bonn)[61]
- 2004: Deutscher Gründerpreis für sein Lebenswerk
- 2004: Ludwig-Erhard-Preis für Wirtschaftspublizistik
- 2004: Dieselmedaille in Gold des Deutschen Instituts für Erfindungswesen
- 2005: Großes Verdienstkreuz des Verdienstordens der Bundesrepublik Deutschland
- 2005: Ehrensenator der Universität Stuttgart[62]
- 2007: Ehrendoktorwürde in Kunstgeschichte und Museographie der Universität Palermo
- 2007: Ehrendoktorwürde der University of Louisville (Kentucky, USA)
- 2008: Großer Verdienstorden des Landes Südtirol
- 2009: Universitätspreis der Eberhard Karls Universität Tübingen[63]
- 2009: Französischer Orden „Officier de l‘Ordre des Arts et des Lettres“ als Anerkennung der außerordentlichen Verdienste um die kulturelle Zusammenarbeit zwischen Deutschland und Frankreich[64]
- 2009: Unternehmerpreis 2009 des Business Clubs Aachen-Maastricht
- 2011: Emil-Beck-Gedächtnispreis des Fecht-Clubs Tauberbischofsheim[65]
- 2012: James-Simon-Preis der James-Simon-Stiftung an Carmen und Reinhold Würth – Preis für vorbildliches, soziales und kulturelles Engagement in Deutschland
- 2012: Carl-Friedrich-Medaille der Fakultät für Wirtschaftswissenschaften des Karlsruher Instituts für Technologie (KIT)[66]
- 2013: Internationaler Folkwang-Preis für die Förderung und Vermittlung von Kunst an eine breite Öffentlichkeit[67]
- 2013: Ehrensenator der Hochschule Heilbronn
- 2013: Französischer Orden „Commandeur de la Légion d’Honneur“ (Kommandeur der Ehrenlegion)
- 2015: Ehrenbürger der Stadt Schwäbisch Hall
- 2015: Ehrenbürger der Stadt Niedernhall
- 2015: Ring der Stadt Salzburg[68]
- 2015: Ehrensenator KIT Karlsruher Institut für Technologie[69]
- 2018: Ehrenbürger der Stadt Palermo[70]
- 2019: Ehrenprofessur der Technischen Universität Shenzhen
- 2019: Ehrenzeichen des Landes Salzburg[71]

### Würth als Namensgeber
- Das Damendegen-Weltcup-Turnier um den „Reinhold-Würth-Cup“ findet seit 1987 regelmäßig beim Fecht-Club Tauberbischofsheim statt.[72]

## Mitgliedschaften
- Vorsitzender der Bürgerinitiative pro Region Heilbronn-Franken
- Gesellschaft zur Förderung des Landesmuseums Württemberg (Erster Vorsitzender 1997–2019)[73]
- Kurator der studentischen Unternehmensberatung delta e. V.[74]

## Schriften (Auswahl)
- 1985: Beiträge zur Unternehmensführung. Swiridoff, Schwäbisch Hall, 447 S., Ill.
- Würth. Eine Sammlung. Hrsg. vom Museum Würth und Adolf Würth GmbH und Co. KG. Thorbecke, Sigmaringen 1991.
- 1995: Erfolgsgeheimnis Führungskultur. Bilanz eines Unternehmers. Reinhold Würth in Zusammenarbeit mit Dirk Bavendamm, Frankfurt a. M.; New York, Campus-Verlag, 364 S., zahlr. Ill., graph. Darst.; Swiridoff, Künzelsau 1999, ISBN 3-934350-08-9.
engl. Ausgabe: Management culture. The secret of success. An entrepreneur takes stock. ISBN 3-593-35421-7.
- 1995: zusammen mit Deppert-Lippitz, Barbara: Die Schraube zwischen Macht und Pracht. Das Gewinde in der Antike. Gemeinsame Ausstellung anlässlich des 50-jährigen Jubiläums des Unternehmens Würth GmbH & Co. KG in Künzelsau-Gaisbach im Jahre 1995. Thorbecke, Sigmaringen 1995, 212 S., ISBN 3-7995-3628-0.
- 1998: Als Mittelständler zur weltweiten Marktführerschaft, in: Peter W. Weber (Hrsg.): Leistungsorientiertes Management. Leistungen steigern statt Kosten senken, Campus-Verlag, Frankfurt a. M., New York, S. 45–54.
- 2001: Entrepreneurship in Deutschland. Wege in die Verantwortung. Swiridoff, Künzelsau, 303 S., Schriften des Interfakultativen Instituts für Entrepreneurship an der Universität Karlsruhe (TH); IEP-Bd. 1, ISBN 3-934350-32-1.
- 2003: Strömung der Zeit. Wirtschaft und Gesellschaft an der Schwelle zum 21. Jahrhundert. Swiridoff, Künzelsau, 192 S., 10 Fotos, Schriften des Interfakultativen Instituts für Entrepreneurship an der Universität Karlsruhe (TH); Beiträge von Reinhold Würth, Richard von Weizsäcker, Hans Küng, ISBN 3-934350-45-3.
- 2003: zusammen mit Hans-Joachim Klein: Wirtschaftsunterricht an Schulen im Aufwind? Swiridoff, Künzelsau, 383 S., graph. Darst., Schriften des Interfakultativen Instituts für Entrepreneurship an der Universität Karlsruhe (TH); Bd. 7, ISBN 3-89929-013-5.
- 2003: Wer wagt gewinnt! Unternehmensgründungen in Deutschland. Swiridoff, Künzelsau, 180 S., zahlr. s/w. Abb., Schriften des Interfakultativen Instituts für Entrepreneurship an der Universität Karlsruhe, ISBN 3-89929-001-1.

## Filme
- Der Unternehmer Reinhold Würth. Dokumentarfilm, Deutschland, 2005, 30 Min., Buch und Regie: Tilman Achtnich, Produktion: SWR, Erstausstrahlung: 20. April 2005, Inhaltsangabe.
- Kunstgenuss nach Feierabend – Der Unternehmer Reinhold Würth und seine europaweiten Museen. Dokumentarfilm, Deutschland, 2008, 43:30 Min., Buch und Regie: Ursula Böhm, Produktion: SWR, Erstausstrahlung: 19. Januar 2008, Inhaltsangabe von arte, (Memento vom 1. April 2015 im Internet Archive).
- Würths Welt – Vom Schraubenhändler zum Weltkonzern. Dokumentarfilm, Deutschland, 2015, 44:30 Min., Buch und Regie: Hanspeter Michel, Produktion: SWR, Erstsendung: 12. April 2015 bei SWR, Inhaltsangabe von SWR (Memento vom 20. April 2015 im Webarchiv archive.today) und online-Video.
- Kunst sammeln mit … Reinhold Würth. Dokumentarfilm, Deutschland, 2015, 26 Min., Buch und Regie: Nicola Graef und Julia Zinke, Produktion: Lona•media, SWR, arte, Erstsendung: 17. Mai 2015 bei arte, Inhaltsangabe mit Film-Ausschnitt von arte, u. a. mit Tomi Ungerer.